# Монтаньола
Монтаньо̀ла (на италиански: Montagnola) е бивш град в Швейцария, присъединен към град Колина д'Оро на 4 април 2004 г. Населението му е около 2100 жители.

## Личности
Починали
- Херман Хесе (1877 – 1962), писател
- Хуго Бал (1886 – 1927), поет, белетрист и драматург
- Фридрих Полок (1894 – 1970), социолог и икономист
- Чарлс Юджийн Лансилът Браун (1863 – 1924), машинен конструктор